# ميرا بيدوف
ميرا بيدوف (بالكرواتية: Mira Bjedov-Nikolić) مواليد 7 سبتمبر 1955 في جمهورية يوغوسلافيا الاشتراكية الاتحادية، هي لاعبة كرة سلة كرواتية سابقة. مثلت منتخب بلادها. شاركت في دورة الألعاب الأولمبية الصيفية سنة 1980.

## الميداليات
| الميدالية | المسابقة                       |
| --------- | ------------------------------ |
| برونزية   | الألعاب الأولمبية الصيفية 1980 |

## روابط خارجية
- ميرا بيدوف على موقع الاتحاد الدولي لكرة السلة (الإنجليزية)
- ميرا بيدوف على موقع الاتحاد الدولي لكرة السلة (الإنجليزية)
- ميرا بيدوف على موقع سبورتس رفرنس (الإنجليزية)
- ميرا بيدوف على موقع اللجنة الأولمبية الدولية (الإنجليزية)
- ميرا بيدوف على موقع أوليمبيديا (الإنجليزية)